# Piazza Martana
Piazza Martana è una delle piazze storiche di Massa.

## Descrizione
Piazza Martana dà il nome a un piccolo rione del centro storico del capoluogo apuano, situato nell'estrema parte orientale del centro, ai piedi del colle sul quale si erge il Castello Malaspina. La piazza è attorniata da numerosi palazzi ed edifici storici, tra questi vi è anche la Porta Martana chiamata anche Porta Toscana, che costituisce un'entrata al centro storico della città.